# Konstantínos Petrídis
Konstantínos Petrídis (en grec moderne : Κωνσταντίνος Πετρίδης), né le 1er juillet 1974 à Nicosie, est un homme politique chypriote membre du Rassemblement démocrate (DISY).

## Biographie
Konstantínos Petrídis naît le 1er juillet 1974 à Nicosie.

## Carrières politique
Il est ministre de l'Intérieur du 10 mai 2017 au 3 décembre 2019 dans les deux gouvernements du président de la République Níkos Anastasiádis. 
Le 3 décembre 2019, il est nommé ministre des Finances dans le gouvernement Anastasiádis II.